# Urobatis
Az Urobatis a porcos halak (Chondrichthyes) osztályának sasrájaalakúak (Myliobatiformes) rendjébe, ezen belül az Urotrygonidae családjába tartozó nem.

## Tudnivalók
Az Urobatis porcoshal-nem előfordulási területe a Csendes-óceán keleti felén van, csak egy faj, az Urobatis jamaicensis található meg az Atlanti-óceán nyugati felén. Ezek a porcos halak fajtól függően 34,5-76 centiméteresek.

## Rendszerezés
A nembe az alábbi 7 élő faj és 2 fosszilis faj tartozik:
- Urobatis concentricus Osburn & Nichols, 1916
- Urobatis halleri (Cooper, 1863)
- Urobatis jamaicensis (Cuvier, 1816)
- Urobatis maculatus Garman, 1913
- Urobatis marmoratus (Philippi, 1892)
- Urobatis pardalis Del Moral-Flores, Angula, López & Bussing, 2015
- Urobatis tumbesensis (Chirichigno F. & McEachran, 1979)

- †Urobatis molleni Hovestadt & Hovestadt-Euler, 2010
- †Urobatis sloani Blainville, 1816